# Hellé (film)
Pour plus de détails, voir Fiche technique et Distribution.
Hellé est un film français réalisé par Roger Vadim, sorti en 1972.

## Synopsis
Au début des années 1950, en Haute-Savoie, les amours de deux êtres purs face au monde qui les entoure...

## Fiche technique
- Réalisateur : Roger Vadim
- Scénariste : Jean Mailland et Roger Vadim
- Dialogues : Roger Vadim et Monique Lange
- Photographie : Claude Renoir
- Musique : Philippe Sarde
- Décors : Jean André
- Durée : 90 minutes
- Pays :  France
- Date de sortie  France : 10 mai 1972
- Affiche : Jouineau Bourduge (France)

## Distribution
- Gwen Welles : Hellé
- Jean-Claude Bouillon : François de Marceau
- Didier Haudepin : Fabrice Fournier
- Maria Mauban : la mère de Fabrice
- Bruno Pradal : Julien Fournier
- Robert Hossein : Kleber
- Maria Schneider : Nicole
- Diane Vernon : Greta
- Annick Berger
- Jacky Blanchot
- Dorothée Blanck
- Agnès Capri
- Pascal Cousin
- Michel Dacquin
- Dominique Delpierre
- Dora Doll
- Paul Gégauff
- Rudy Lenoir
- Monique Mélinand
- Isabelle Missud
- Max Montavon
- Georges Poujouly
- Anna Prucnal
- Jean Rupert
- Hélène Soubielle
- Christian Toma